# 1852 en musique classique
| \| • Retour à la chronologie générale de la musique classique • \| |
| Grèce • Rome • Haut Moyen Âge • VIIIe siècle • IXe siècle • Xe siècle • XIe siècle XIIe siècle • XIIIe siècle • XIVe siècle • XVe siècle • XVIe siècle • XVIIe siècle XVIIIe siècle • XIXe siècle • XXe siècle • XXIe siècle |
| • Retour à la chronologie générale de la musique classique • |

| Années en musique classique : 1849 - 1850 - 1851 - 1852 - 1853 - 1854 - 1855    |
| Décennies en musique classique : 1820 - 1830 - 1840 - 1850 - 1860 - 1870 - 1880 |

## Événements
- 24 mars : Première représentation de la seconde version de l'opéra Luigi V, re di Francia d'Alberto Mazzucato (livret de Felice Romani), au Teatro Regio de Parme[1].
- 4 septembre : Si j'étais roi, opéra-comique d'Adolphe Adam, créé au Théâtre lyrique.
- 11 décembre : Symphonie no 5 de Niels Gade, créée à Copenhague.
- Galathée, opéra-comique en deux actes de Victor Massé.

- Troisième version des Études d’exécution transcendante de Franz Liszt.
- Ab irato de Franz Liszt (éditions Schlesinger)
- Soirées de Vienne, Valses-caprices d'après Schubert de Franz Liszt.
- Composition de la Fantaisie sur des airs populaires hongrois pour piano et orchestre de Franz Liszt. Cette œuvre sera créée en 1853 à Budapest.

## Prix
- Léonce Cohen remporte le 1er Grand Prix de Rome.

## Naissances

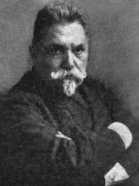
Vassili Safonov

- 4 janvier : Paul de Wit, éditeur et collectionneur d'instruments de musique néerlandais († 10 décembre 1925).
- 8 janvier :
  - Maurice Kufferath, critique musical, librettiste, violoncelliste et chef d'orchestre belge († 8 décembre 1919).
  - Gabriel Marie, compositeur de musique savante († 29 août 1928).
- 26 janvier : Frederick Corder, compositeur britannique († 21 août 1932).
- 6 février : Vassili Safonov, pianiste et chef d’orchestre russe († 27 février 1918).
- 6 mars : Josef Bayer, compositeur autrichien († 12 mars 1913).
- 22 mars : Otakar Ševčík, violoniste et compositeur tchèque († 18 janvier 1934).
- 4 avril : Elkan Bauer, compositeur autrichien († 20 septembre 1942).
- 14 avril : Henrique Oswald, compositeur et pianiste brésilien († 9 juin 1931).
- 13 mai : Jules Loeb, violoncelliste français († 30 novembre 1933).
- 23 juin : Raoul Pugno, compositeur et pianiste français († 3 janvier 1914).
- 28 juin : Hans Huber, compositeur suisse († 25 décembre 1921).
- 4 juillet : Alfred Grünfeld, pianiste et compositeur autrichien († 4 janvier 1924).
- 6 juillet : Otto Neitzel, compositeur, pianiste et critique musical allemand († 10 mars 1920).
- 13 juillet : Siegfried Langgaard, compositeur, pianiste, professeur et philosophe danois († 5 janvier 1914).
- 13 août : Robert Hausmann, violoncelliste allemand († 18 janvier 1909).
- 19 aout : Louis Allard, tromboniste français († 26 octobre 1940).
- 21 août : Benedetto Junck, compositeur italien († 3 octobre 1903).
- 4 septembre : Edoardo Mascheroni, chef d'orchestre et compositeur italien († 4 mars 1941).
- 30 septembre : Sir Charles Villiers Stanford, compositeur irlandais († 29 mars 1924).
- 26 octobre : Joseph Hollman, violoncelliste et compositeur néerlandais († 31 décembre 1926).
- 10 novembre : Edmond Laurens, compositeur et pédagogue français († 27 novembre 1925).
- 21 novembre : Francisco Tárrega, guitariste et compositeur espagnol († 15 décembre 1909).
- 23 novembre : James Kwast, pianiste et pédagogue néerlandais († 31 octobre 1927).
- 24 novembre : Helena Munktell, compositrice suédoise († 10 septembre 1919).
- 25 novembre : Paul Hillemacher, pianiste et compositeur français († 13 août 1933).
- 29 novembre : Alfred Stelzner, compositeur et luthier allemand († 9 juillet 1906).
- 4 décembre : Marie Renaud-Maury, compositrice et pédagogue française († 10 avril 1928).

Date indéterminée
- Mily-Meyer, soprano française († 1927).
- Luigi Ricci-Stolz, compositeur italien († 10 février 1906).
- Simon-Max, comédien et chanteur français († 1923).
- Emma Roberto Steiner, compositrice et cheffe d'orchestre américaine († 27 février 1929).

## Décès

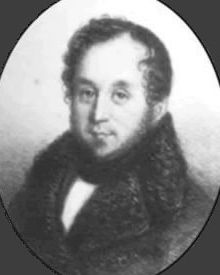
Alessandro Lanari

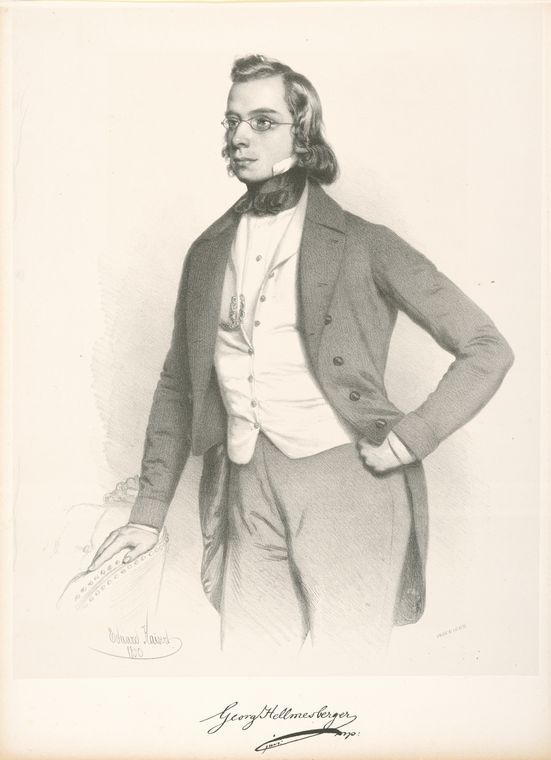
Georg Hellmesberger II

- 7 mars : Jacopo Ferretti, poète, écrivain et librettiste italien (° 16 juillet 1784).
- 15 mars : Antoine Lhoyer, compositeur et guitariste français (° 6 septembre 1768).
- 30 mars : Alexis de Garaudé, professeur de chant et compositeur français (° 21 mars 1779).
- 6 mai : Charles-Louis-Joseph Hanssens, violoniste, compositeur, chef d'orchestre et directeur de théâtre belge (° 4 mai 1777).
- 11 mai : Jean-Baptiste-Joseph Willent-Bordogni, bassoniste, compositeur et pédagogue français (° 8 décembre 1809).
- 16 juin : Joseph Merk, compositeur et  violoncelliste autrichien (° 15 mars 1795).
- 4 octobre : Jean Schneitzhoeffer, compositeur français (° 13 octobre 1785).
- 7 octobre : Alessandro Lanari, impresario italien (° 25 janvier 1787).
- 12 novembre : Georg Hellmesberger II, violoniste et compositeur autrichien (° 27 janvier 1830).
- 18 novembre : Anton Bernhard Fürstenau, flûtiste et compositeur allemand (° 20 octobre 1792).
- 16 décembre : Henri Jean Rigel, compositeur français (° 11 mai 1770).

Date indéterminée
- Gaetano Nave, compositeur et organiste italien (° 1787).